# Bulbocephalus pseudupenei
Bulbocephalus pseudupenei is een rondwormensoort uit de familie van de Physalopteridae. De wetenschappelijke naam van de soort is voor het eerst geldig gepubliceerd in 1978 door Vassiliades & Diaw.